# Liste ukrainischer Städtepartnerschaften
Diese Liste enthält ukrainische Städtepartnerschaften in andere Länder.

## Deutsche Stadt–ukrainische Stadt
| Deutsche Gemeinde                  | Bundesland          | Gemeinde/Stadt in der Ukraine                     | seit                                                          |
| ---------------------------------- | ------------------- | ------------------------------------------------- | ------------------------------------------------------------- |
| Aachen                             | Nordrhein-Westfalen | Chernihiv                                         | 2023(Solidaritätspartnerschaft)                               |
| Bad Endorf                         | Bayern              | Wolowez                                           | 2001                                                          |
| Baden-Baden                        | Baden-Württemberg   | Jalta                                             | 1994                                                          |
| Barsinghausen                      | Niedersachsen       | Kowel                                             | 2008                                                          |
| Bergisch Gladbach                  | Nordrhein-Westfalen | Butscha                                           | 2022                                                          |
| Berlin                             | Berlin              | Kiew                                              | 2023                                                          |
| Berlin, Charlottenburg-Wilmersdorf | Berlin              | Kiew-Petschersk                                   | 1991                                                          |
| Berlin, Pankow-Prenzlauer Berg     | Berlin              | Jalta                                             | 2000                                                          |
| Berlin, Steglitz-Zehlendorf        | Berlin              | Charkiw-Industrial (ehemals Rajon Ordschonikidse) | 1990                                                          |
| Bochum                             | Nordrhein-Westfalen | Donezk                                            | 1987                                                          |
| Borna                              | Sachsen             | Irpin                                             | 1978                                                          |
| Celle                              | Niedersachsen       | Sumy                                              | 1990                                                          |
| Darmstadt                          | Hessen              | Uschhorod                                         | 1992                                                          |
| Düren                              | Nordrhein-Westfalen | Stryj                                             | 2001                                                          |
| Düsseldorf                         | Nordrhein-Westfalen | Czernowitz                                        | 2022                                                          |
| Eichenau                           | Bayern              | Wyschhorod                                        | 1992                                                          |
| Erlangen                           | Bayern              | Browary                                           | 2022                                                          |
| Filderstadt                        | Baden-Württemberg   | Poltawa                                           | 1988                                                          |
| Freiburg im Breisgau               | Baden-Württemberg   | Lwiw (Lemberg)                                    | 1989                                                          |
| Furtwangen                         | Baden-Württemberg   | Wylkowe                                           | 2017(Städtefreundschaft zwischen Donau-Ursprung und -Mündung) |
| Gifhorn                            | Niedersachsen       | Korsun-Schewtschenkiwski                          | 1989                                                          |
| Gudensberg                         | Hessen              | Schtschyrez                                       | 2016                                                          |
| Samtgemeinde Hambergen             | Niedersachsen       | Krywe Osero                                       | 2024                                                          |
| Heidelberg                         | Baden-Württemberg   | Simferopol                                        | 1991                                                          |
| Jena                               | Thüringen           | Browary                                           | 2022                                                          |
| Karlsruhe                          | Baden-Württemberg   | Winnyzja                                          | 2022                                                          |
| Leipzig                            | Sachsen             | Kiew                                              | 1961, erneuert 1992                                           |
| Leinfelden-Echterdingen            | Baden-Württemberg   | Poltawa                                           | 1988                                                          |
| Lingen                             | Niedersachsen       | Laniwzi                                           | 2022                                                          |
| Lippe                              | Nordrhein-Westfalen | Luzk                                              | 2015                                                          |
| Ludwigsburg                        | Baden-Württemberg   | Jewpatorija                                       | 1990                                                          |
| Magdeburg                          | Sachsen-Anhalt      | Saporischschja                                    | 2008                                                          |
| Memmingen                          | Bayern              | Tschernihiw                                       | 2009                                                          |
| München                            | Bayern              | Kiew                                              | 1989                                                          |
| Nürnberg                           | Bayern              | Charkiw                                           | 1990                                                          |
| Bezirk Oberfranken                 | Bayern              | Oblast Transkarpatien                             | 2001                                                          |
| Oberhausen                         | Nordrhein-Westfalen | Saporischschja                                    | 1986                                                          |
| Oberndorf (Oste)                   | Niedersachsen       | Owrutsch                                          | 2010                                                          |
| Oberviechtach                      | Bayern              | Bronnyky/Riwne                                    | 1991/2006                                                     |
| Ostfildern                         | Baden-Württemberg   | Poltawa                                           | 1988                                                          |
| Pullach im Isartal                 | Bayern              | Rajon Baryschiwka und Stadt Beresan               | 1990                                                          |
| Radebeul                           | Sachsen             | Obuchiw                                           | 1999                                                          |
| Regensburg                         | Bayern              | Odessa                                            | 1990                                                          |
| Saarpfalz-Kreis                    | Saarland            | Rajon Pustomyty                                   | 2018                                                          |
| Schöningen                         | Niedersachsen       | Solotschiw                                        | 1996                                                          |
| Singen (Hohentwiel)                | Baden-Württemberg   | Kobeljaky                                         | 1993                                                          |
| Viersen                            | Nordrhein-Westfalen | Kaniw                                             | 1996                                                          |
| Walsrode                           | Niedersachsen       | Kowel                                             | 2003                                                          |
| Zwickau                            | Sachsen             | Wolodymyr                                         | 2013 PzU e. V.                                                |

Nachweise:

## österreichische Stadt–ukrainische Stadt
- Wien – Kiew seit 1. Mai 1992
- Wels – Saky seit 1. Oktober 1997
- Linz – Saporischschja (Zaporižžja, Saporoshje) seit 1. Mai 1983

## polnische Stadt–ukrainische Stadt
- Krakau (Polen) – Lwiw (Lemberg)
- Kluczbork (Polen) – Bereschany
- Nysa (Neisse, Polen) – Kolomyja
- Oświęcim (Polen) – Sambir
- Rzeszów (Polen) – Iwano-Frankiwsk seit 2000
- Rzeszów (Polen) – Lwiw (Lemberg) seit 1992
- Rzeszów (Polen) – Luzk seit 2001

## portugiesische Stadt–ukrainische Stadt
- Figueira da Foz (Portugal) – Jewpatorija seit 1988
- Lissabon (Portugal) – Kiew seit 2000

## Weitere Länder –ukrainische Stadt
- Beijing (Peking, China) – Kiew seit 1993
- Chișinău (Kischinau, Moldawien) – Odessa
- Istanbul (Türkei) – Odessa
- Newton (Iowa) (USA) – Smila
- Qingdao (Tsingtao, China) – Odessa seit 1993
- Warna (Bulgarien) – Charkiw
- Warna (Bulgarien) – Odessa